# خیابان سهروردی
برای خیابانی به همین نام در پاکستان خیابان سهروردی (اسلام‌آباد) را ببینید.
خیابان سُهرِوِردی (نام پیشین: خیابان فرح) یکی از خیاباهای تهران است که در منطقه ۷ شهرداری تهران قرار دارد. این خیابان از محدوده پل سید خندان در شمال آغاز شده و به خیابان بهار شیراز در باغ صبا منتهی می‌شود. سهروردی شمالی بورس کابینت و تجهیزات آشپزخانه است. این خیابان به افتخار شهاب‌الدین یحیی سهروردی فیلسوف و متفکر ایرانی نام‌گذاری شده‌است.
خیابان سهروردی با ایستگاه مترو مفتح که مرز بین شمال و جنوب این خیابان است و ایستگاه مترو سهروردی و شهید قدوسی قابل دسترسی است.

## قرار گرفتن در محدودهٔ طرح زوج و فرد و طرح ترافیک
خیابان سهروردی جنوبی در محدودهٔ طرح ترافیک قرار گرفته و تمام خیابان‌های شمالی، شرقی و غربی منتهی به آن توسط دوربین‌های مکانیزه کنترل می‌شوند. اما خیابان سهروردی شمالی از این قاعده مستثنا بوده و فقط در محدودهٔ طرح زوج و فرد واقع شده‌است.

## ورودی‌ها و برخوردگاه‌ها
برخوردگاه‌های مهم خیابان سهروردی به قرار زیر است:
| از شمال به جنوب                         | از شمال به جنوب | از شمال به جنوب |
| --------------------------------------- | --------------- | --------------- |
| بزرگراه شهید قاسم سلیمانی (پل سیدخندان) |                 |                 |
| خیابان پالیزی                           |                 |                 |
| خیابان خرمشهر                           |                 |                 |
| خیابان هویزه                            |                 |                 |
| خیابان بهشتی                            |                 |                 |
| چهارراه کیهان                           |                 |                 |
| خیابان میترا                            |                 |                 |
| خیابان سورنا                            |                 |                 |
| خیابان مطهری                            |                 |                 |
| خیابان بهار شیراز                       |                 |                 |
| از جنوب به شمال                         |                 |                 |

## نقاط مهم این خیابان
- پارک اندیشه
- پاساژ اندیشه
- میدان پالیزی